# Pakatan Harapan
El Pakatan Harapan (malayo para: Pacto de Esperanza) abreviado como PH o Harapan (Esperanza) es una coalición electoral de Malasia de centroizquierda fundada el 22 de septiembre de 2015 tras el colapso del Pakatan Rakyat, En las elecciones federales de 2018, protagonizó un histórico resultado al lograr la mayoría absoluta y arrebatar el gobierno de Malasia por primera vez al Barisan Nasional (Frente Nacional), gobernante del país desde la independencia.
Consiste en el Partido de Acción Democrática, Partido de la Justicia Popular, Partido de la Confianza Nacional, y el Partido Indígena Unido de Malasia. El movimiento ha tenido como objetivo formar una amplia alianza de partidos de centro izquierda para las elecciones generales que se celebrarán antes del 24 de agosto de 2018. Confirmó, tras mucha especulación, que su candidato a Primer ministro de Malasia sería Mahathir Mohamad, quien ya fue primer ministro de 1981 a 2003, bajo el gobierno del BN. Tras la victoria, Mahathir fue definitivamente juramentado el 10 de mayo, convirtiéndose en el jefe de gobierno más anciano del mundo con 92 años.

## Trayectoria política
Durante las elecciones de 2018 logró consolidarse como la coalición más grande el Parlamento de Malasia con una mayoría de 113 de los 222 escaños del Dewan Rakyat, a los que se suman los 8 escaños del Partido del Patrimonio de Sabah (WARISAN), con quien tiene un pacto electoral y gubernativo, y varios candidatos independientes que apoyaron en las elecciones, englobando un bloque oficialista de 124 escaños. A nivel estatal, logró arrebatar al BN el gobierno de la mayoría de los estados, y mediante distintos pactos de investidura ha logrado formar gobierno en Kedah, Penang, Perak, Selangor, Negeri Sembilan, Melaka, Johor y Sabah.
Una semana después de su victoria, el Pakatan Harapan fue registrado legalmente como una coalición el 16 de mayo, lo que le permite competir en las elecciones con su propio símbolo electoral.
En 2020, ante la renuncia de Mahathir Mohamad como primer ministro, Pakatan Harapan entró en un conflicto interno debido a la salida del Partido Indígena Unido de Malasia de la coalición, lo que desencadenó en la pérdida de la mayoría en el congreso y también del control gubernamental. Esta crisis  dio lugar principalmente por supuestos vínculos de corrupción de parte del gobierno de Mohamad, además de la negativa de este a entregar el poder a su aliado Anwar Ibrahim, como previamente habían acordado.
A Mohamad lo sucedió Muhyiddin Yassin, miembro de la alianza política Perikatan Nasional, pero al verse envuelto en múltiples casos de blanqueamiento de capitales y ante su administración de la pandemia del COVID-19, asumiría el cargo Anwar Ibrahim, llevando a Pakatan Harapan a ser la coalición gobernante nuevamente.

## Resultados electorales
|  | 45.56 % |

|  | 37.46 % |